# Tomas Holmström
Bengt Tomas Holmström (* 23. Januar 1973 in Piteå) ist ein ehemaliger schwedischer Eishockeyspieler, der im Verlauf seiner aktiven Karriere zwischen 1989 und 2013 unter anderem 1206 Spiele für die Detroit Red Wings in der National Hockey League auf der Position des rechten Flügelstürmers bestritten hat. In Diensten der Red Wings gewann Holmström viermal den Stanley Cup und errang mit der schwedischen Nationalmannschaft bei den Olympischen Winterspielen 2006 in Turin die Goldmedaille.

## Karriere

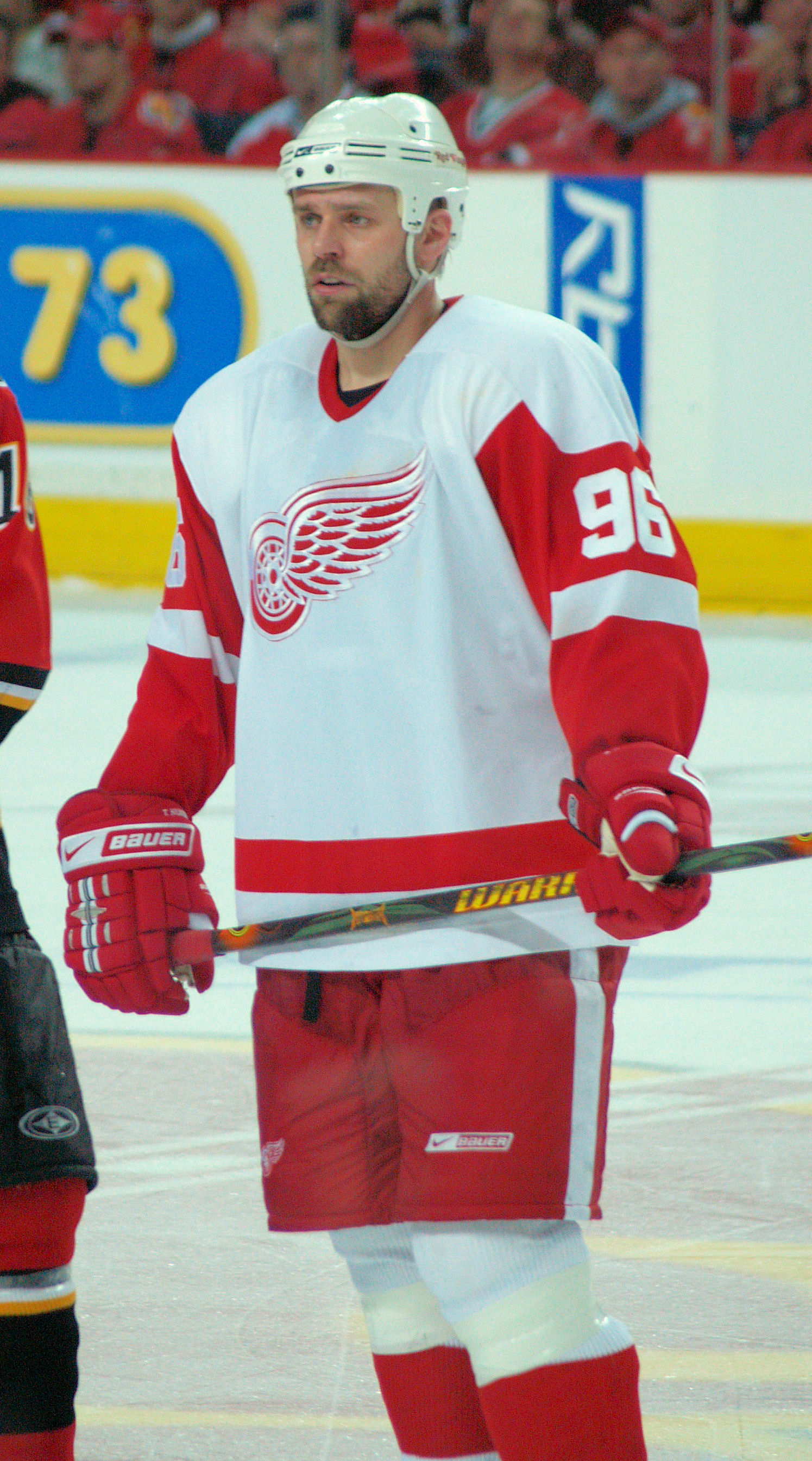
Holmström im Trikot der Detroit Red Wings

Tomas Holmström spielte in Schweden zunächst bei seinem Heimatklub Piteå HC sowie dem Bodens IK in der zweitklassigen Division 1 und wurde im NHL Entry Draft 1994 in der zehnten Runde an 257. Position von den Detroit Red Wings aus der National Hockey League ausgewählt. Der Stürmer wechselte nach dem Draft zunächst innerhalb Schwedens in die Elitserien zu Luleå HF. Dort spielte er zwei Jahre, ehe er nach dem Gewinn des schwedischen Meistertitels im Frühjahr 1996 den Sprung in die NHL wagte.
Der Angreifer begann die Saison 1996/97 im Farmteam der Red Wings, den Adirondack Red Wings in der American Hockey League, wurde aber schon nach nur sechs Spielen ins NHL-Team beordert. Gleich in seiner ersten Spielzeit gewann er mit den Red Wings den Stanley Cup, 1998 konnten die Wings mit ihm den Titel verteidigen. Holmström etablierte sich im Laufe der Jahre als fester und wichtiger Bestandteil der Red Wings. Er trat nicht durch viele Tore und Vorlagen ins Rampenlicht und gehörte auch nie zu den Stars der Mannschaft, sondern half dem Team durch seinen defensiv orientierten und körperbetonten Spielstil. Seinen dritten Cup errang er in Detroit in der Saison 2001/02.
Den Lockout der NHL-Saison 2004/05 verbrachte der Schwede wieder in seiner Heimat bei Luleå. Er kehrte danach in die NHL zurück und steigerte sich, nachdem er bisher maximal 40 Punkte in einer Saison erzielt hatte, in der Spielzeit 2005/06 auf 59 Punkte. In der Saison 2006/07 spielte er zusammen mit Henrik Zetterberg und Pawel Dazjuk in der ersten Angriffsreihe der Red Wings. Zwar erzielte er deutlich weniger Punkte als die beiden Stars der Mannschaft, gehörte aber trotzdem aufgrund seiner Spielweise zu einem wichtigen Teil der Mannschaft. Holmström postierte sich bei Angriffen hauptsächlich direkt vor dem gegnerischen Torhüter um Schüsse ins Tor abzufälschen, Abpraller aufzunehmen oder um dem Torhüter einfach die Sicht auf den Puck zu versperren und gehörte auf dieser Position zu den besten Spielern der Liga. Am Ende der Stanley-Cup-Playoffs 2008 gewann er mit Detroit seinen vierten Stanley Cup.
Es folgten noch vier weitere Spieljahre in Diensten der Red Wings, ehe er kurz vor Beginn der durch einen erneuten Lockout verkürzten Saison 2012/13 am 22. Januar 2013 nach 15 Spielzeiten in Detroit sein Karriereende bekannt gab.

### International
Holmström vertrat seine Heimatland erstmals bei der Weltmeisterschaft 1996 in Österreichs Hauptstadt Wien. Es folgten Einsätze bei den Olympischen Winterspielen 2002 im US-amerikanischen Salt Lake City sowie beim World Cup of Hockey 2004. Alle Turnier schloss er mit der Tre Kronor bis dato außerhalb der Medaillenränge ab. Bei den Olympischen Winterspielen 2006 im italienischen Turin feierte er mit dem Gewinn der Goldmedaille und dem damit verbundenen Olympiasieg seinen einzigen internationalen Erfolg.

## Erfolge und Auszeichnungen
| - 1996 Schwedischer Meister mit Luleå HF - 1996 Elitserien All-Star-Team - 1997 Stanley-Cup-Gewinn mit den Detroit Red Wings | - 1998 Stanley-Cup-Gewinn mit den Detroit Red Wings - 2002 Stanley-Cup-Gewinn mit den Detroit Red Wings - 2008 Stanley-Cup-Gewinn mit den Detroit Red Wings |

### International
- 2006 Goldmedaille bei den Olympischen Winterspielen

## Karrierestatistik

### International
Vertrat Schweden bei:
- Weltmeisterschaft 1996
- Olympischen Winterspielen 2002
- World Cup of Hockey 2004
- Olympischen Winterspielen 2006

(Legende zur Spielerstatistik: Sp oder GP = absolvierte Spiele; T oder G = erzielte Tore; V oder A = erzielte Assists; Pkt oder Pts = erzielte Scorerpunkte; SM oder PIM = erhaltene Strafminuten; +/− = Plus/Minus-Bilanz; PP = erzielte Überzahltore; SH = erzielte Unterzahltore; GW = erzielte Siegtore; 1 Play-downs/Relegation; Kursiv: Statistik nicht vollständig)